# Leptogorgia violetta
Leptogorgia violetta är en korallart som beskrevs av Manfred Grasshoff 1988. Leptogorgia violetta ingår i släktet Leptogorgia och familjen Gorgoniidae. Inga underarter finns listade i Catalogue of Life.